# Nitro RX
Le Nitro Rallycross (Nitro RX ou NRX) est une série de courses de rallycross américaine. Créé par le pilote de rallycross Travis Pastrana et la production Nitro Circus en 2016 comme évènement unique à l'Utah Motorsport Campus, la série présentera sa saison d'expansion inaugurale qui aura lieu en 2021.

## Histoire

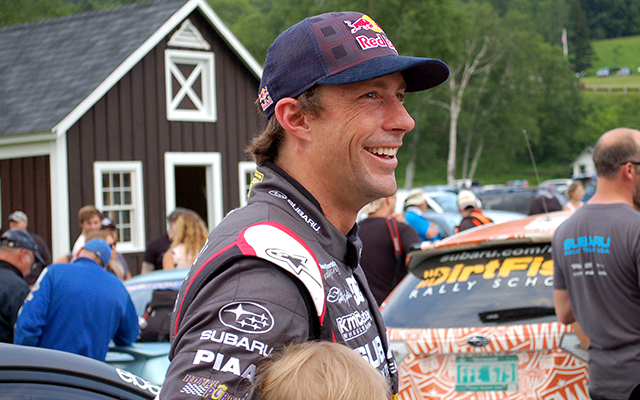
Travis Pastrana est le fondateur de l'évènement puis de la saison de Nitro RX avec Nitro Circus.

En 2018 et 2019, la catégorie était un évènement intégré au Nitro World Games qui avait lieu à l'Utah Motorsports Campus. Après l'arrêt de la catégorie ARX (American Rallycross) à cause de l'échec des négociations avec la FIA Rallycross. Travis Pastrana et Nitro Circus décide de développer la catégorie NRX sur une saison d'expansion complète.
La première saison se fera uniquement avec des moteurs à essence contrairement au rallycross qui souhaite passer à l'électrique, source de tension entre la FIA Rallycross. les pilotes et les constructeurs dans le championnat des rallycross conventionnel.
Pour la deuxième saison, le NRX pourrait proposer deux classes distinct : essence et électrique. Travis Pastrana ayant été clair sur le sujet de garder une catégorie essence sur le long terme voir indéfiniment.
Travis Pastrana confirmera que la compétition ne devrait pas suivre la réglementation actuel en place en rallycross ni la tendance visant le remplacement des moteurs à combustion interne par de l'électrique. parlant de complémentarité possible et essentielle dans le futur entre les deux énergies. Le but étant de garder un championnat peu couteux pouvant attirer non seulement les jeunes pilotes mais également les constructeurs dans une catégorie avec une bonne visibilité pour peu d'investissement.

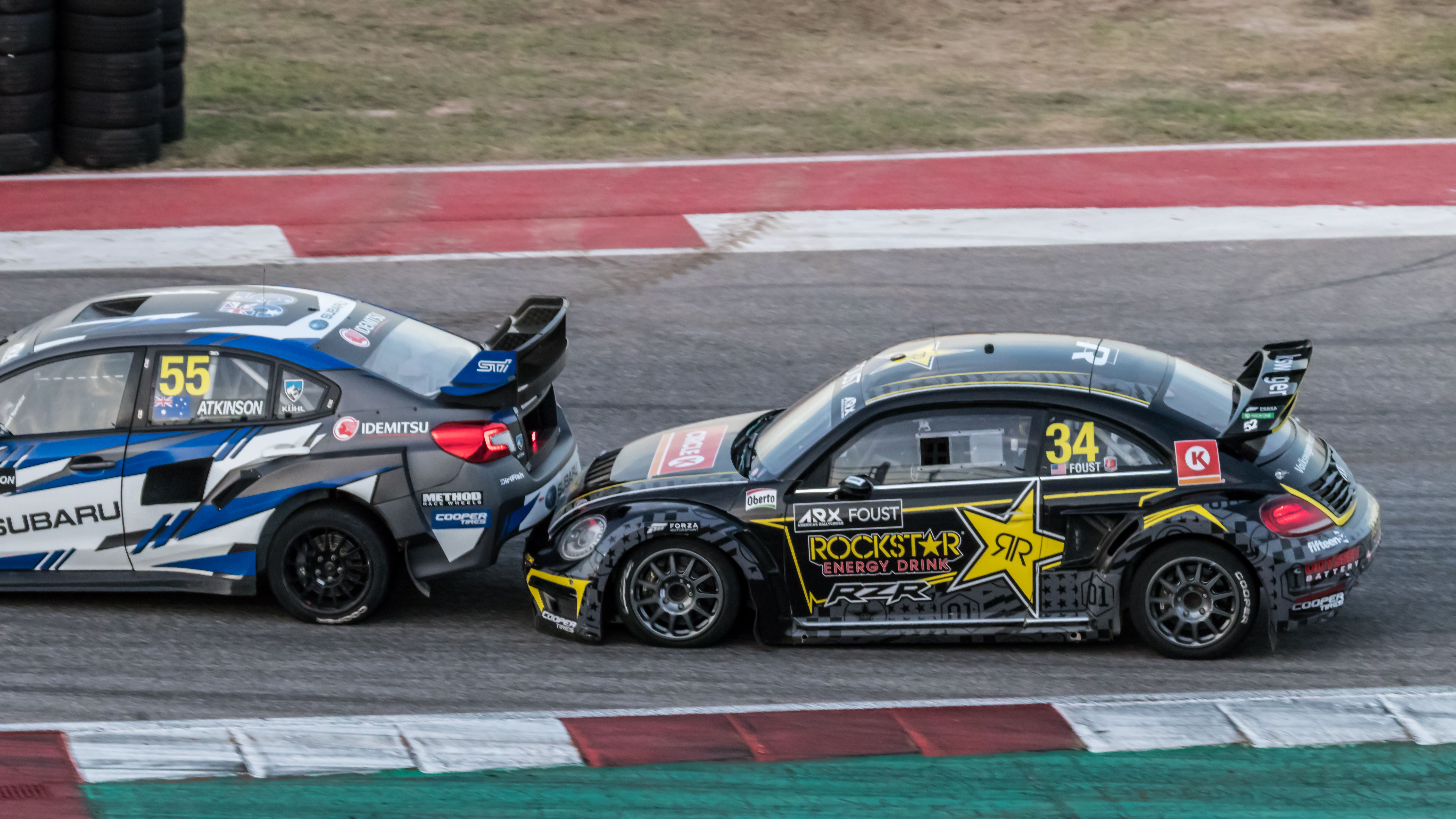
Le NRX reprend une partie l'ancien règlement technique ainsi que les constructeurs de l'ancien ARX (American Rallycross) dont il est issu.

Le projet global a reçu le soutien de constructeurs tels que Ford, Subaru et Volkswagen, tous présent en American Rallycross avant sa disparition ainsi que de l'entreprise First Corner - une coentreprise entre QEV Technologies et Olsbergs MSE qui développeront le véhicule électrique de la sous catégorie électrique.
Historiquement le NRX a toujours attiré les pilotes reconnus du Rally, du rallycross et du drift tel que Tanner Foust, Ken Block et bien sur Travis Pastrana lui-même.
L'annonce de la saison aura également un excellent attrait malgré son arrivée très tardive au calendrier, on peut d'ailleurs noter Andreas Bakkerud, actuel leader en 2021 de la catégorie Euro RX-1, qui participera à l'intégralité de la saison. Timmy Hansen (Pilote en Word RX), Scott Speed (Ancien de la Formule 1, participant au X-Games) et Chris Atkinson (pilote de Rally) seront également de ce championnat.

## Particularité du championnat
Les pistes NRX seront spécialement conçues avec des surfaces et des sauts mixtes. S'adressant au journaliste en mars 2020, Pastrana a souligné la construction de tels parcours en mettant l'accent sur la terre, les virages relevés et les grands sauts, comparant ses plans aux parcours de motocross car « chaque piste est unique ». Dans le cadre du développement de la série, il a construit un circuit d'essai près de chez lui.
Le calendrier 2021 a été dévoilé le 11 mars 2021. La première course de la première saison de NRX aura lieu à l'Utah Motorsports Campus, lieu de naissance de la catégorie. Un calendrier révisé est sorti le 17 juin à la suite de la fermeture du Wild West Motorsports Park au Nevada; la piste a été remplacée par Glen Helen Raceway en Californie.
Des courses supplémentaires au Canada, en Europe et au Moyen-Orient sont prévues pour 2022.

## Saison 2021

### Circuits
| Round | Track                                          | Location                   | Date            |
| ----- | ---------------------------------------------- | -------------------------- | --------------- |
| 1     | Utah Motorsports Campus                        | Grantsville, Utah          | 24-25 septembre |
| 2     | ERX Motor Park                                 | Minneapolis, Minnesota     | 9-10 octobre    |
| 3     | Wild Horse Pass Motorsports Park               | Phoenix, Arizona           | 13-14 novembre  |
| 4     | Glen Helen Raceway                             | San Bernardino, Californie | 20-21 novembre  |
| 5     | Florida International Rally & Motorsports Park | Starke, Floride            | 4-5 décembre    |

### Classement des pilotes
| #   | Pilote           | Round 1 | Round 2 | Round 3 | Round 4 | Round 5 | Point au total |
| --- | ---------------- | ------- | ------- | ------- | ------- | ------- | -------------- |
| 21  | Timmy Hansen     | 1er     | 4ème    |         |         |         | 87             |
| 41  | Scott Speed      | 5ème    | 1er     |         |         |         | 87             |
| 9   | Kevin Hansen     | 3ème    | 3ème    |         |         |         | 85             |
| 199 | Travis Pastrana  | 6ème    | 2ème    |         |         |         | 75             |
| 35  | Fraser McConnell | 4ème    | 5ème    |         |         |         | 68             |
| 00  | Steve Arpin      | 2ème    | 9ème    |         |         |         | 59             |
| 34  | Tanner Foust     | 8ème    | 8ème    |         |         |         | 31             |
| 13  | Andreas Bakkerud | 9ème    | 7ème    |         |         |         | 30             |
| 4   | Robin Larsson    | 10ème   | 6ème    |         |         |         | 26             |
| 16  | Olivier Eriksson | 7ème    | 10ème   |         |         |         | 25             |